# Ducado de Salzburgo
O Ducado de Salzburgo (em alemão:  Herzogtum Salzburg) foi um território da coroa da Cisleitânia do Império Austríaco de 1849 a 1867  e da Áustria-Hungria de 1867 a 1918. Sua capital era Salzburgo, enquanto outras cidades do ducado incluíam Zell am See e Gastein. 

## História
No curso da mediatização alemã de 1803, o príncipe-arcebispado de Salzburgo, um estado eclesiástico do Sacro Império Romano, foi secularizado como o Eleitorado de Salzburgo, e governado pelo arquiduque de Habsburgo, Fernando III da Áustria . No entanto, em 1805, esse principado de curta duração foi anexado pelo recém-estabelecido Império Austríaco de acordo com a Paz de Pressburg e Ferdinand recebeu o Grão-Ducado de Würzburg como compensação. Com a Paz de Pressburg, Salzburgo foi para o Império Austríaco no final de 1805, mas sem Eichstätt e Passau, os quais foram anexados ao Reino da Baviera. O título Eleitoral tornou-se obsoleto com a dissolução do Sacro Império Romano em 1806 e Salzburgo foi convertida em ducado em 1806. 
Pelo Tratado de Schönbrunn de 1809, o Ducado de Salzburgo tornou-se parte da França napoleônica  e, com a reorganização da Europa em 1810, tornou-se parte do Reino da Baviera, onde formou o distrito de Salzach com Kitzbühel, Traunstein e Ried im Innkreis .
Após o fim das guerras napoleônicas e do Tratado de Munique de 1816, as terras de Salzburgo voltaram à Áustria, com exceção da parcela na margem esquerda do rio Salzach, o chamado Rupertiwinkel, que, como o antigo príncipe, A província de Berchtesgaden permaneceu na Baviera. Algumas áreas menores nos vales de Ziller e Defereggen caíram para o Tirol ; a cidade de Friesach foi cedida à Caríntia . O território de Salzburgo foi administrado a partir de Linz como Salzburgkreis, o quinto distrito dentro da terra da coroa da Alta Áustria . A diminuição da significância levou a emigração e crises econômicas. Por outro lado, a província remota se desenvolveu como destino turístico, principalmente para alpinistas como o arquiduque João da Áustria . 
Após as Revoluções de 1848, o território de Salzburgo foi novamente separado da Alta Áustria e tornou-se uma nova terra de coroa, o Ducado de Salzburgo, por resolução de 26 de junho de 1849. Caroline Augusta, da Baviera, viúva do falecido imperador Francisco I da Áustria, escolheu a cidade de Salzburgo como sua residência. De acordo com a patente de fevereiro de 1861, o ducado recebeu uma dieta Landtag . Após o Compromisso Austro-Húngaro de 1867, ele pertencia à parte da Cisleitânia (Áustria) da Áustria-Hungria. 
Com a queda da monarquia austro-húngara em 1918, o ducado foi sucedido pelo estado de Salzburgo, parte da primeira Áustria alemã e depois da Primeira República Austríaca . 

## Referências

Brasão de armas Kur Salzburg; Escudo principal: 1 + 2: Arquidiocese de Salzburgo; 3: Diocese de Eichstätt; 4: Diocese de Passau; 5: Reitor Berchtesgaden; Escudo do meio: 1: Hungria velha; 2: Nova Hungria; 3: Reino da Boêmia; 4: Fürstte Grafschaft Tirol; 5: Grão-Ducado da Toscana; 6: Ducado da Lorena; 7: Habsburgo; Sinal do coração: Áustria